# 戈吉力特古尔班诺尔
戈吉力特古尔班诺尔是一个位于中国内蒙古自治区锡林郭勒盟的盐湖，面积约为1.61平方千米，属于蒙新高原区。它的一级流域为内流区诸河，二级流域为内蒙古内流区。